# Comunità ebraica di Cesena

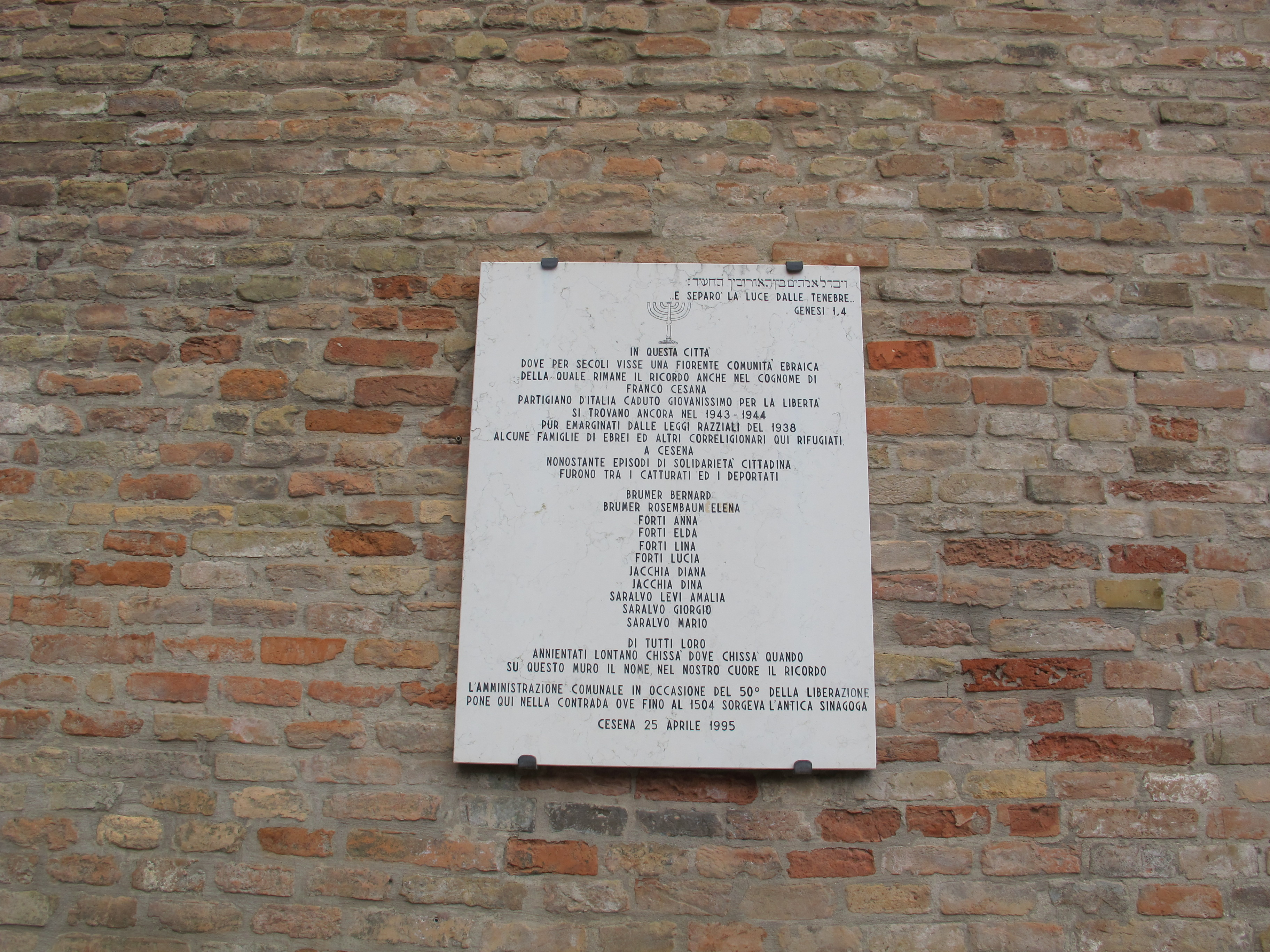
Targa commemorativa delle vittime cesenati dell'Olocausto posta sul fianco orientale del Palazzo del Ridotto.

Cesena è stata sede, per secoli, di una fiorente anche se non sempre numerosa comunità ebraica. Cesena ha conservato alcuni ricordi dell’antica presenza ebraica, attestata in città dal XV secolo. 

## La storia
La presenza di una comunità ebraica a Cesena è attestata dal XV secolo. È probabile, però, che prestatori vi si fossero stabiliti già dal secolo precedente.
Intorno alla prima metà del Quattrocento il gruppo ebraico era già piuttosto numeroso e aveva un livello culturale assai elevato. Il prestito non era infatti l’unica attività praticata dagli ebrei cesenati. Alcuni documenti riferiscono di due concessioni rilasciate a ebrei per praticare liberamente la medicina: la prima, nel 1459, da Papa Pio II, e l’altra, del 1474, da Papa Sisto IV a un certo Manuele di Salomone.

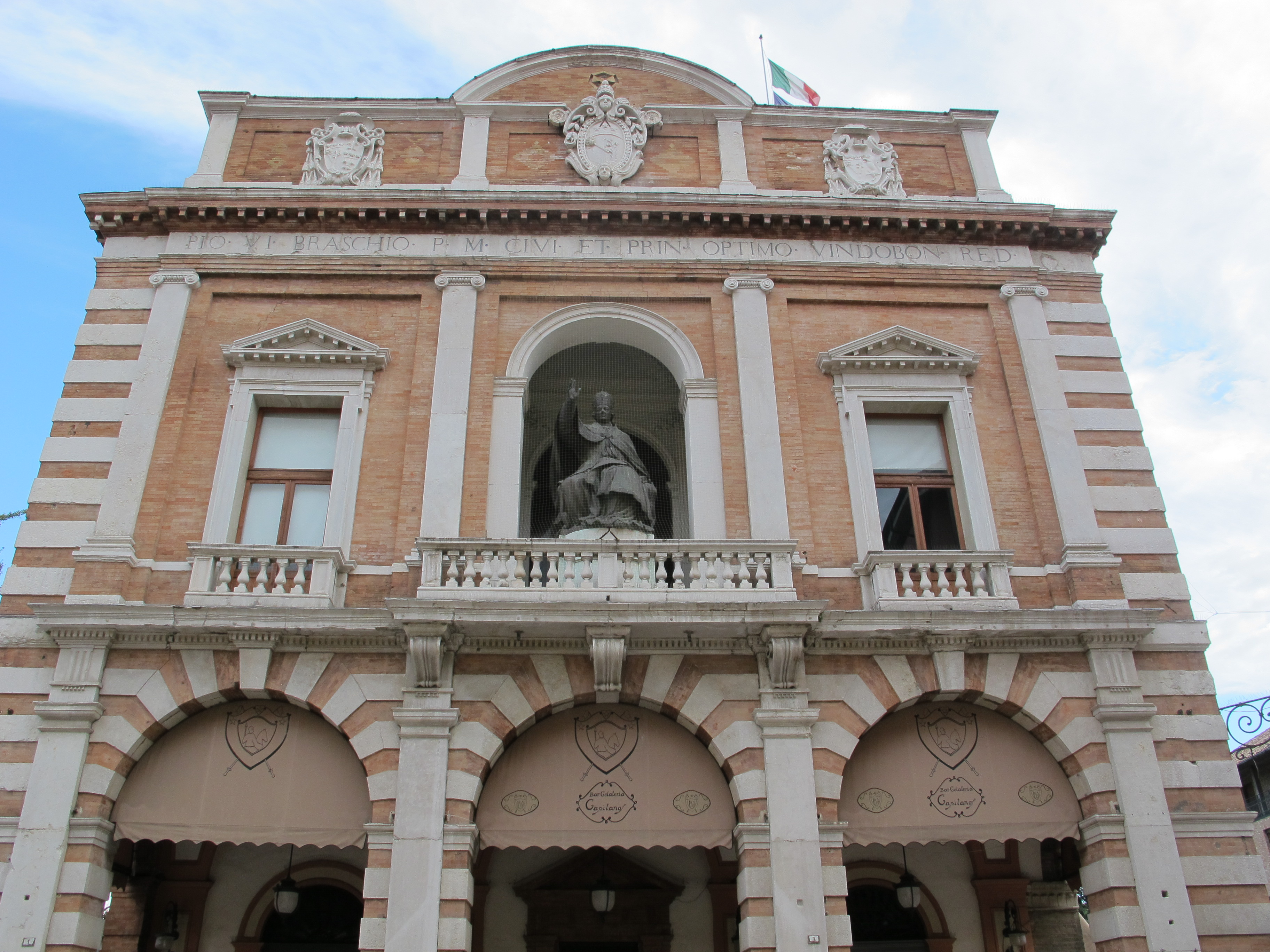
Il Palazzo dei Conservatori (oggi del Ridotto), luogo accanto a cui era situata la prima Sinagoga di Cesena.

Nel 1473 nella città c’era una Sinagoga situata in una posizione centrale, accanto al Palazzo dei Conservatori. Tale vicinanza veniva considerata oltraggiosa, così nel 1487, fu deliberato che la Sinagoga dovesse trasferirsi in un altro luogo, probabilmente in via delle Pescherie. 
A partire dal 1555, dopo l’istituzione del Ghetto da parte di Papa Paolo IV, gli ebrei cesenati furono costretti ad abitare nella strada dove sorgeva la nuova Sinagoga. Ma la segregazione nel ghetto durò meno di tre lustri, già nel 1569 furono espulsi - come nel resto dello Stato Pontificio - da Cesena. Da questo momento non si riformò mai più una vera e propria comunità.
Una presenza ebraica, anche se non organizzata, si riaffacciò a Cesena nella seconda metà dell’Ottocento, quando due famiglie provenienti da Lugo si trasferirono in città per svolgere attività di commercio.
Alcuni membri di queste famiglie erano ancora residenti in città nel 1938, anno delle Leggi Razziali. Durante le persecuzioni del 1943 e del 1944 furono deportati nei campi di sterminio e solo una persona ne fece ritorno.

## Ghetto di Cesena
L’allora via delle Peschiere, oggi corrispondente grossomodo alla zona dell’attuale via Pescheria, è la strada in cui nella seconda metà del Cinquecento abitavano gli ebrei. Ma oggi di questo passaggio non c’è più alcuna traccia visibile.
Nel 1555, in seguito alla bolla papale, anche a Cesena fu imposto agli ebrei di vivere in un luogo separato. È probabile che non si trattasse di un ghetto vero e proprio, chiuso da portoni, ma solo di un luogo che garantiva l’isolamento dal resto della città.

## Patrimonio documentario

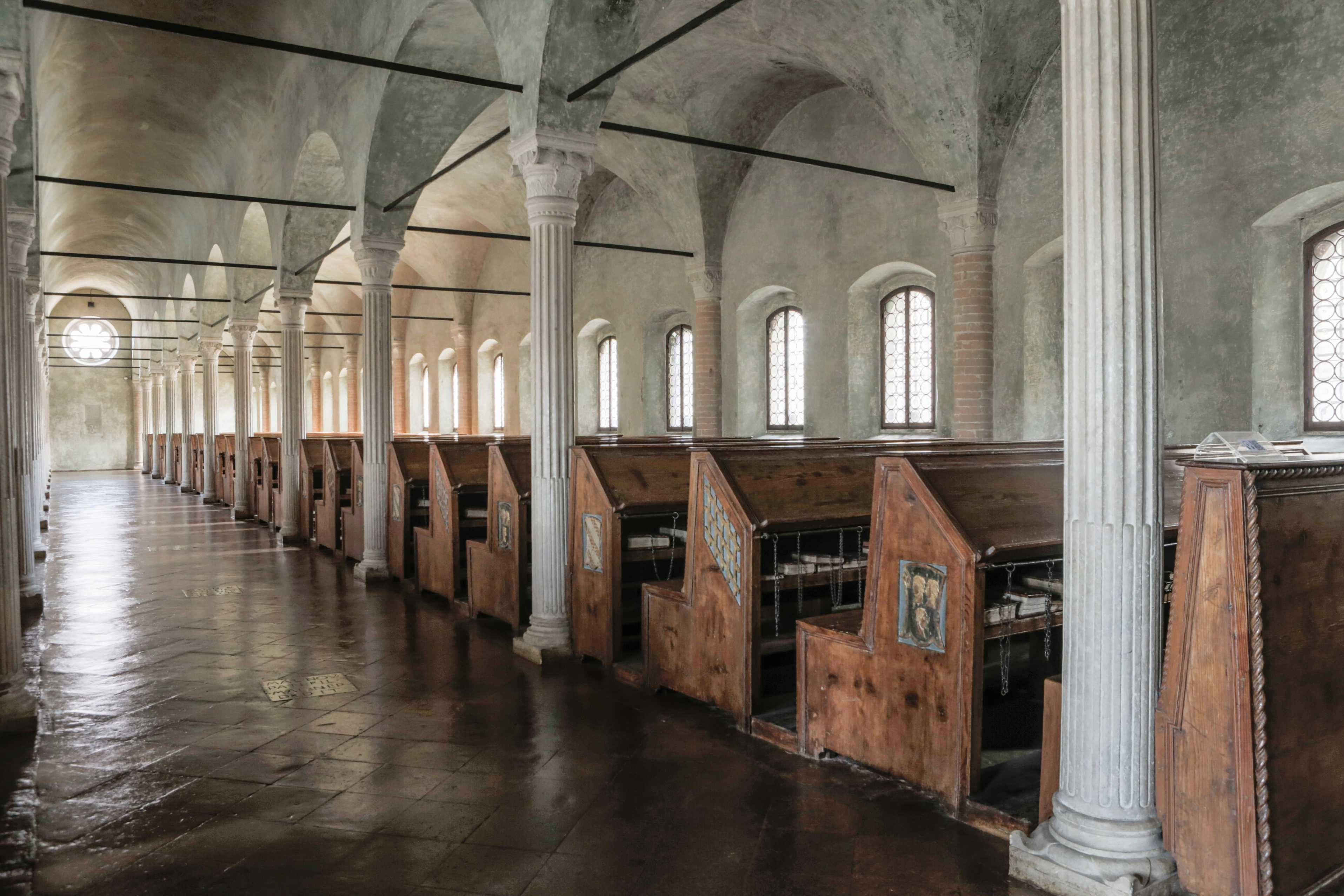
Uno scorcio dell'Aula del Nuti della Biblioteca Malatestiana.

Se oggi mancano le tracce del passato ebraico cesenate in strade ed edifici, sono invece sopravvissute importanti testimonianze documentaristiche della presenza degli ebrei a Cesena che si trovano ora collocate presso la Biblioteca Malatestiana.
Vi sono infatti conservati sette preziosi manoscritti ebraici del XV secolo, due dei quali, realizzati certamente a Cesena. Si tratta della traduzione in ebraico del Canon Major di Avicenna e dei primi cinque Libri sulla Logica di Aristotele.
Tra gli altri manoscritti si segnalano: due Libri dei Re, un Pentateuco, un Lezioni Profetiche, un manoscritto contenente le Cinque Meghillot, una parte dello Yad ha-Chazakà di Mosè Maimonide e infine le Tavole Astronomiche di Avraham ha Nassì.
Interessante anche il Fondo della Famiglia Saralvo, composto da documenti, libri e pergamene del XIX e XX secolo.
Altri documenti ebraici, oltre che nella già citata Biblioteca Malatestiana, sono conservati presso la Sezione di Cesena dell’Archivio di Stato e l’Archivio Diocesano.

## Personalità ebraiche legate a Cesena
A Cesena nacque inoltre, nel 1475, il futuro studioso di esegesi biblica (ma anche medico e tipografo) Obadja Sforno, cui fu conferita la Laurea in Medicina presso l’Università di Ferrara e che soggiornò a lungo anche a Bologna.